# The Female of the Species
The Female of the Species er en amerikansk stumfilm fra 1912 af D. W. Griffith.

## Medvirkende
- Charles West
- Claire McDowell
- Mary Pickford
- Dorothy Bernard